# Virginia Capers
Virginia Capers est une actrice américaine née le 22 septembre 1925 à Sumter et morte le 6 mai 2004 à Los Angeles d'une pneumonie.

## Filmographie

### Cinéma
- 1962 : House of Women : Sarah
- 1967 : Ride to Hangman's Tree : Teresa Moreno
- 1969 : L'Homme perdu (The Lost Man) : Theresa
- 1970 : L'Insurgé (The Great White Hope) : Sister Pearl
- 1970 : Norwood : Ernestine
- 1971 : Big Jake : Delilah (McCandles' maid)
- 1971 : Tueur malgré lui (Support Your Local Gunfighter) : Effie
- 1971 : The Late Liz : Martha
- 1972 : Lady Sings the Blues : Mama Holliday
- 1972 : Fureur noire (Trouble Man) : Macy
- 1973 : Nanou, fils de la Jungle (The World's Greatest Athlete)
- 1973 : Five on the Black Hand Side : Ruby
- 1979 : The North Avenue Irregulars : Cleo Jackson / Clunker, Irregular
- 1982 : Bayou Romance : Mama
- 1982 : Le Joujou (The Toy) : Ruby Simpson
- 1984 : Ras les profs ! (Teachers) : Landlady
- 1986 : Jo Jo Dancer, Your Life Is Calling (en) de Richard Pryor : Emma Ray
- 1986 : La Folle Journée de Ferris Bueller (Ferris Bueller's Day Off) : Florence Sparrow
- 1986 : Howard... une nouvelle race de héros (Howard the Duck) : Cora Mae, Secretary
- 1987 : Backfire : Maxine
- 1987 : Off the Mark : Velma
- 1990 : Pacific Palisades : Shirley
- 1992 : Original Intent (vidéo) : Lily
- 1993 : Tina (What's Love Got to Do with It) : Maîtresse de Chœur
- 1993 : Beethoven 2 (Beethoven's 2d) : Miss Linda Anderson
- 1995 : The Feminine Touch : Mama
- 1995 : Everybody Can Float : Nevel's Mother
- 1999 : Bad City Blues : Mrs. Green
- 2002 : Move

### Télévision
- 1972 : Un juge pas comme les autres (The Judge and Jake Wyler) (TV) : Mabel Cobb
- 1979 : Featherstone's Nest (TV) : Bella Beauchamp
- 1979 : Which Mother Is Mine? (TV) : Judge Atherton
- 1980 : White Mama (TV) : Gorilla Sydney
- 1980 : Willow B: Women in Prison (TV) : Eloise Baker
- 1981 : Inmates: A Love Story (TV) : Agnes
- 1983 : Just a Little More Love (TV)
- 1986 : The George McKenna Story (TV)
- 1986 : Downtown (en) (série TV) : Delia Bonner
- 1989 : Unsub : Glenona
- 1990 : Liaison brûlante (Burning Bridges) (TV) : Mamie
- 1990 : When You Remember Me (TV) : Nurse Blandings
- 1990 : Coma (Donor) (TV) : Mrs. Mantley
- 1995 : Truman (TV) : Elizabeth Moore
- 1996 : Raven Hawk (TV) : Dr. Helen Harris
- 2001 : For Love of Olivia (TV) : Ida Mae Boudreau
- 2001 : Commitments (TV)
- 2001 : Taking Back Our Town (TV)